# Haymarket (MBTA-Station)
Haymarket ist eine U-Bahn-Station der Massachusetts Bay Transportation Authority (MBTA) in Boston im Bundesstaat Massachusetts der Vereinigten Staaten. Sie bietet Zugang zu den Linien Green Line C und Green Line E sowie zur Orange Line. Die Station erlaubt als einzige neben der Boston North Station einen direkten Umstieg von der Orange- zur Green Line und umgekehrt. Sie wurde nach dem Haymarket Square benannt, der bereits seit 1830 als Wochenmarkt dient.

## Geschichte
Am 3. September 1898 wurde die Station Haymarket unter der Bezeichnung Union-Friend, die von in der Nähe verlaufenden Straßen abgeleitet wurde, als Teil des Tremont Street Subway eröffnet. Später entstand aus diesen Anfängen die Green Line. Am 10. Juni 1901 wurde die Hauptstrecke der Boston Elevated Railway in Betrieb genommen, aus der im Laufe der Zeit die Orange Line hervorging, weshalb die Station Haymarket umgebaut werden musste, damit sie die Wagen der Charlestown Elevated bzw. der Washington Street Elevated anfahren konnten.
Am 30. November 1908 nahm der Washington Street Tunnel den Betrieb auf, woraufhin die Nutzung des Tremont Street Subway wieder auf Straßenbahnen begrenzt wurde. Im Oktober 1963 wurde der Tunnel zwischen den Stationen Haymarket und Government Center neu verlegt, und am 26. Januar 1967 wurde die Station in Haymarket umbenannt.
Am 7. April 1975 wurde die Haymarket North Extension als Ersatz für die Charlestown Elevated in Betrieb genommen und damit die Orange Line nach Norden hin erweitert, was mit der Anbindung an die Boston North Station einherging. Im Juni 2004 folgte die analoge Verlegung der Streckenführung der Green Line, so dass die Wichtigkeit der Station Haymarket als bis dahin einzige Umstiegsmöglichkeit zwischen beiden Linien erheblich zurückging. Die gute Anbindung an eine Vielzahl von Buslinien ist jedoch auch weiterhin ein positiver Punkt.

## Bahnanlagen

### Gleis-, Signal- und Sicherungsanlagen
Der U-Bahnhof verfügt über insgesamt drei Bahnsteige und vier Gleise. Ein durch eine mittig in Längsrichtung verlaufende Mauer getrennter Mittelbahnsteig steht für zwei Gleise der Green Line zur Verfügung, während zwei Seitenbahnsteige die beiden Gleise der Orange Line anbinden.

### Gebäude
Der U-Bahnhof befindet sich an der Kreuzung der Straßen Congress und New Sudbury und ist seit dem Jahr 2000 vollständig barrierefrei zugänglich. Anders als üblich ist die Station nicht als Turmbahnhof ausgelegt, sondern die Gleise beider Linien befinden sich auf derselben Ebene.

## Umfeld
An der Station besteht eine Anbindung an 15 Buslinien der MBTA.